# Diporiphora ameliae
Espèce
Diporiphora ameliae est une espèce de sauriens de la famille des Agamidae.

## Répartition
Cette espèce est endémique du Queensland en Australie. Elle se rencontre dans les Goneaway Tablelands.

## Étymologie
Cette espèce est nommée en l'honneur d'Amelia Emmott.

## Publication originale
- Couper, Melville, Emmott & Chapple, 2012 : A new species of Diporiphora from the Goneaway Tablelands of Western Queensland. Zootaxa, no 3556, p. 39–54.